# Petrov (okres Blansko)
Obec Petrov se nachází v okrese Blansko v Jihomoravském kraji. Žije zde 133 obyvatel.

## Historie
První písemná zmínka o obci pochází z roku 1374.

## Pamětihodnosti
- Kaple svatého Petra a Pavla

## Galerie

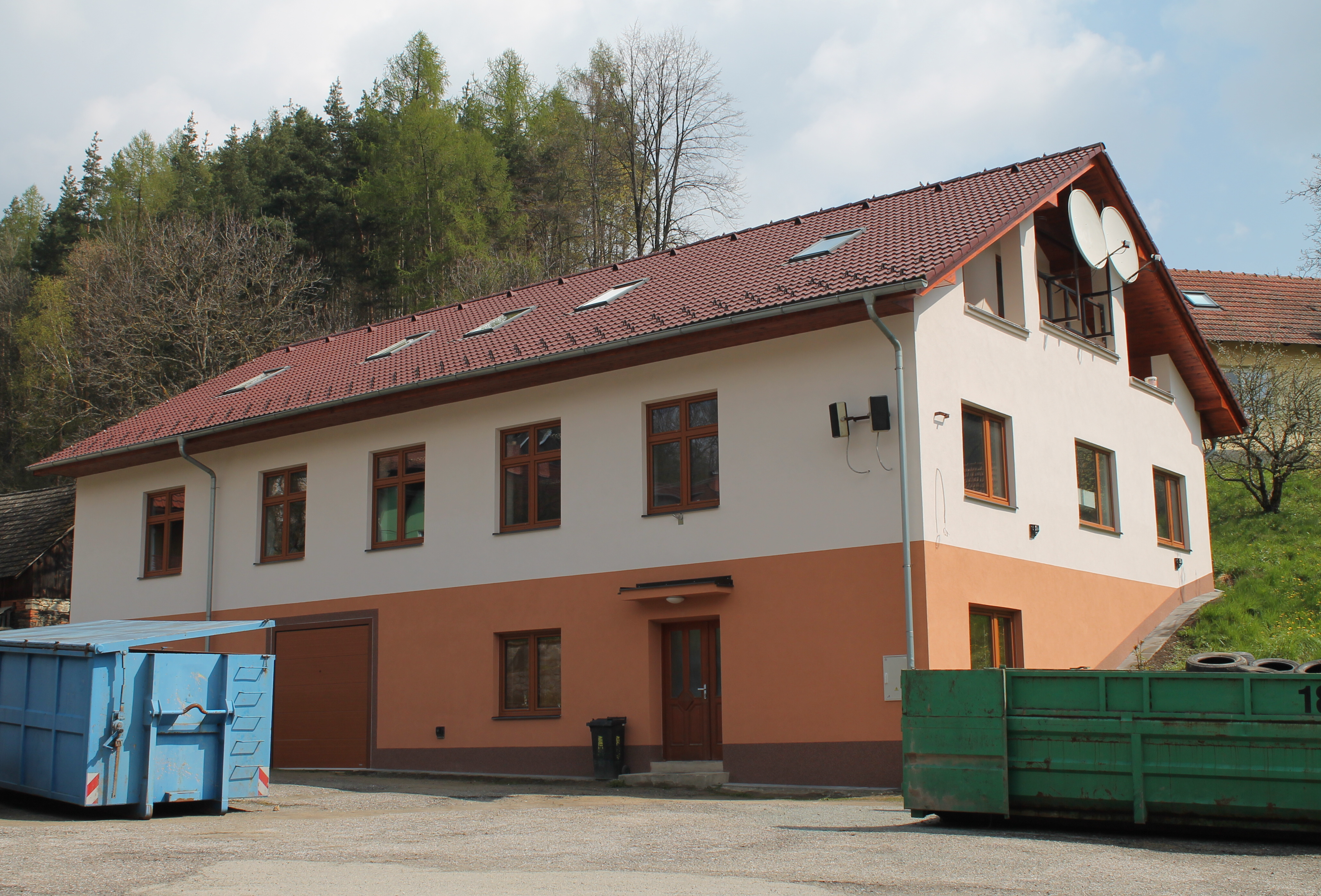
Obecní úřad
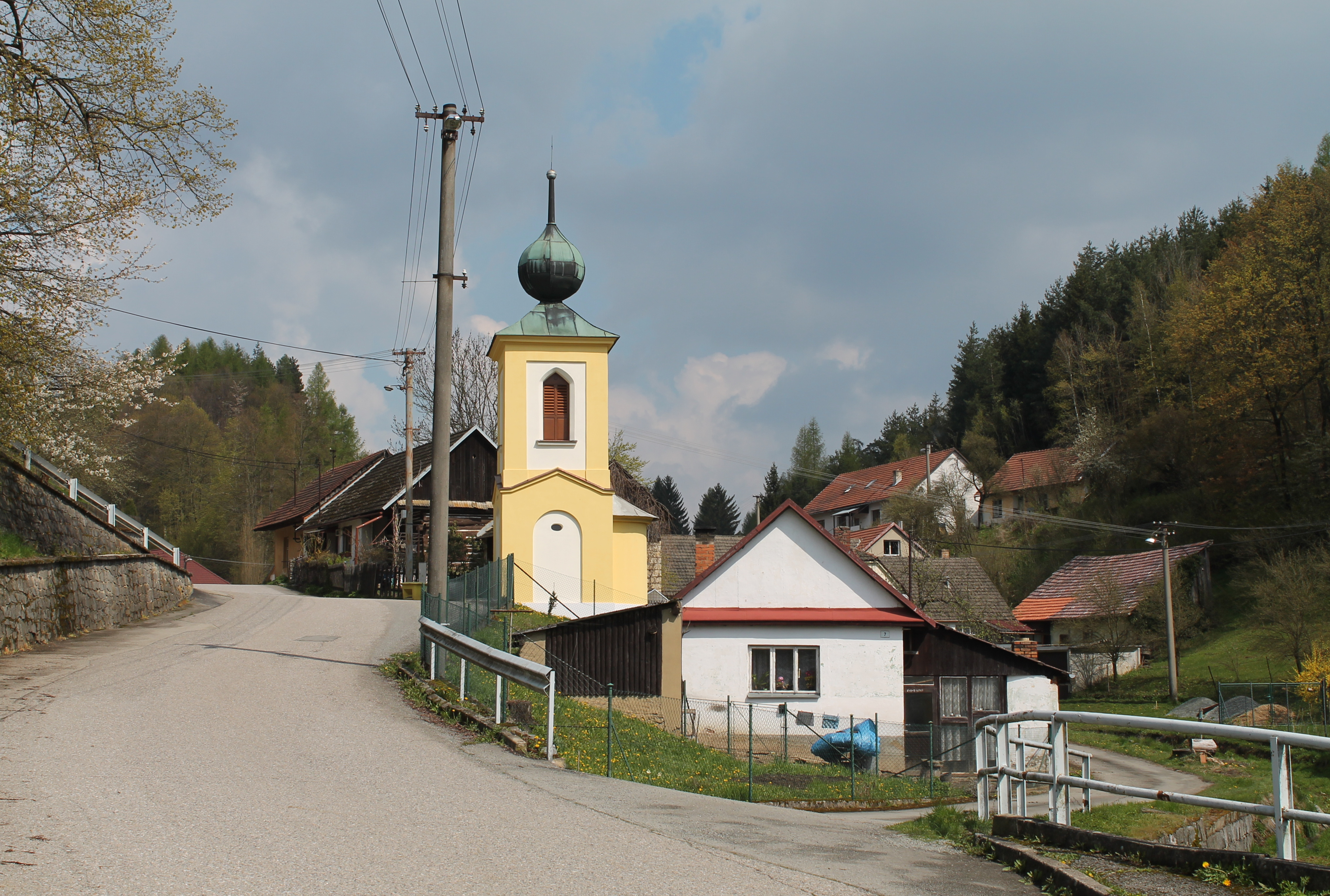
Hlavní ulice s kaplí svatého Petra a Pavla
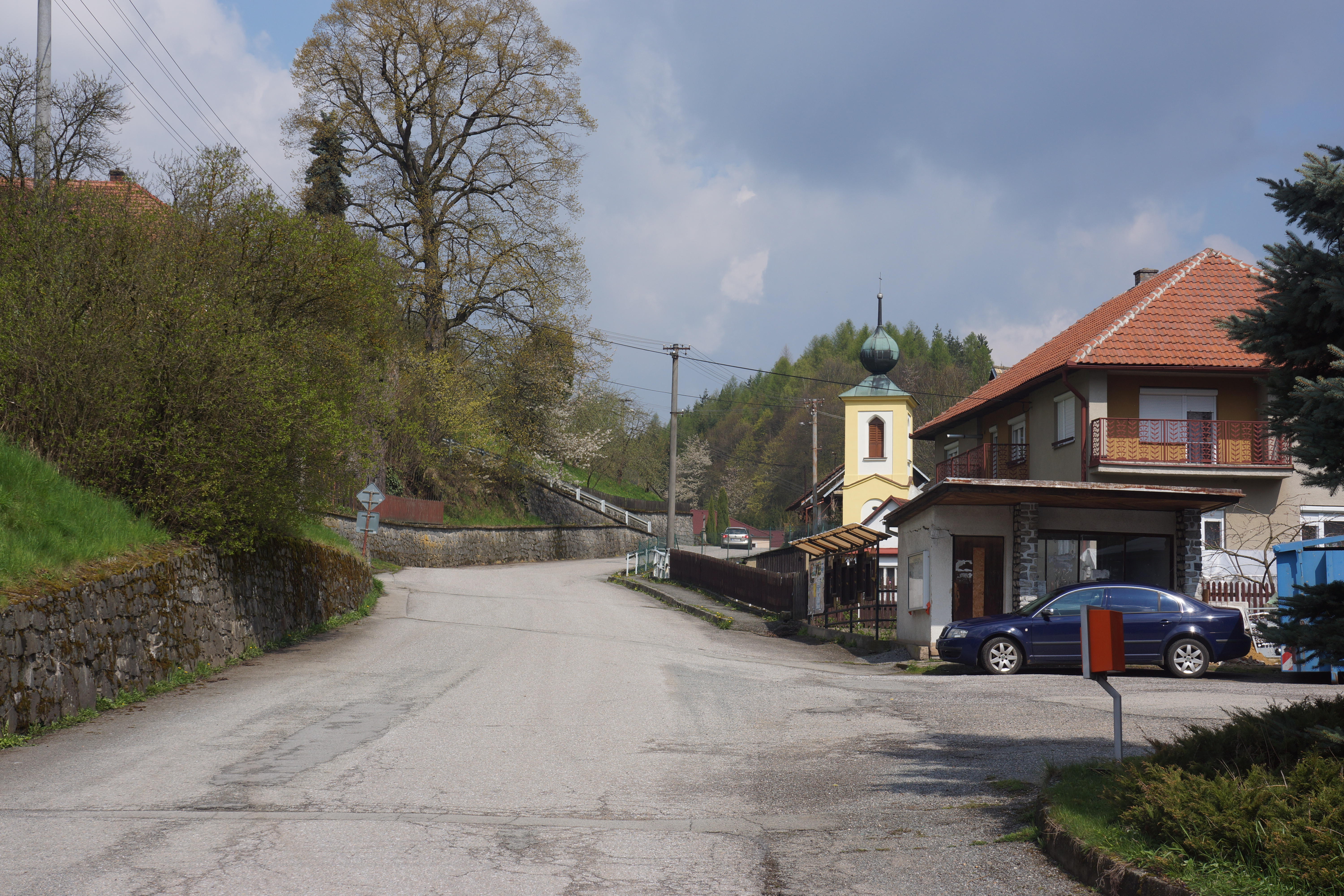
Náves
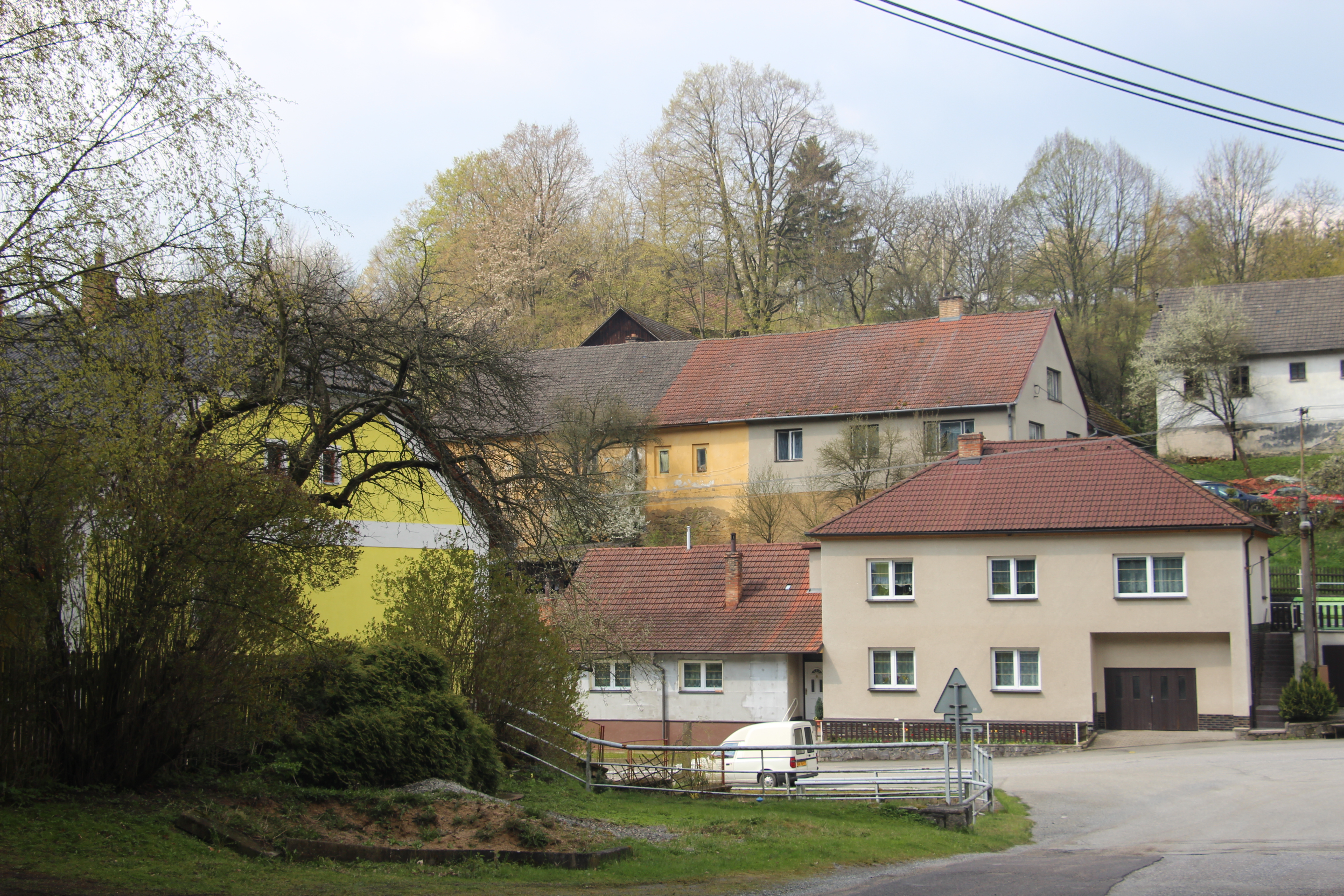
Náves
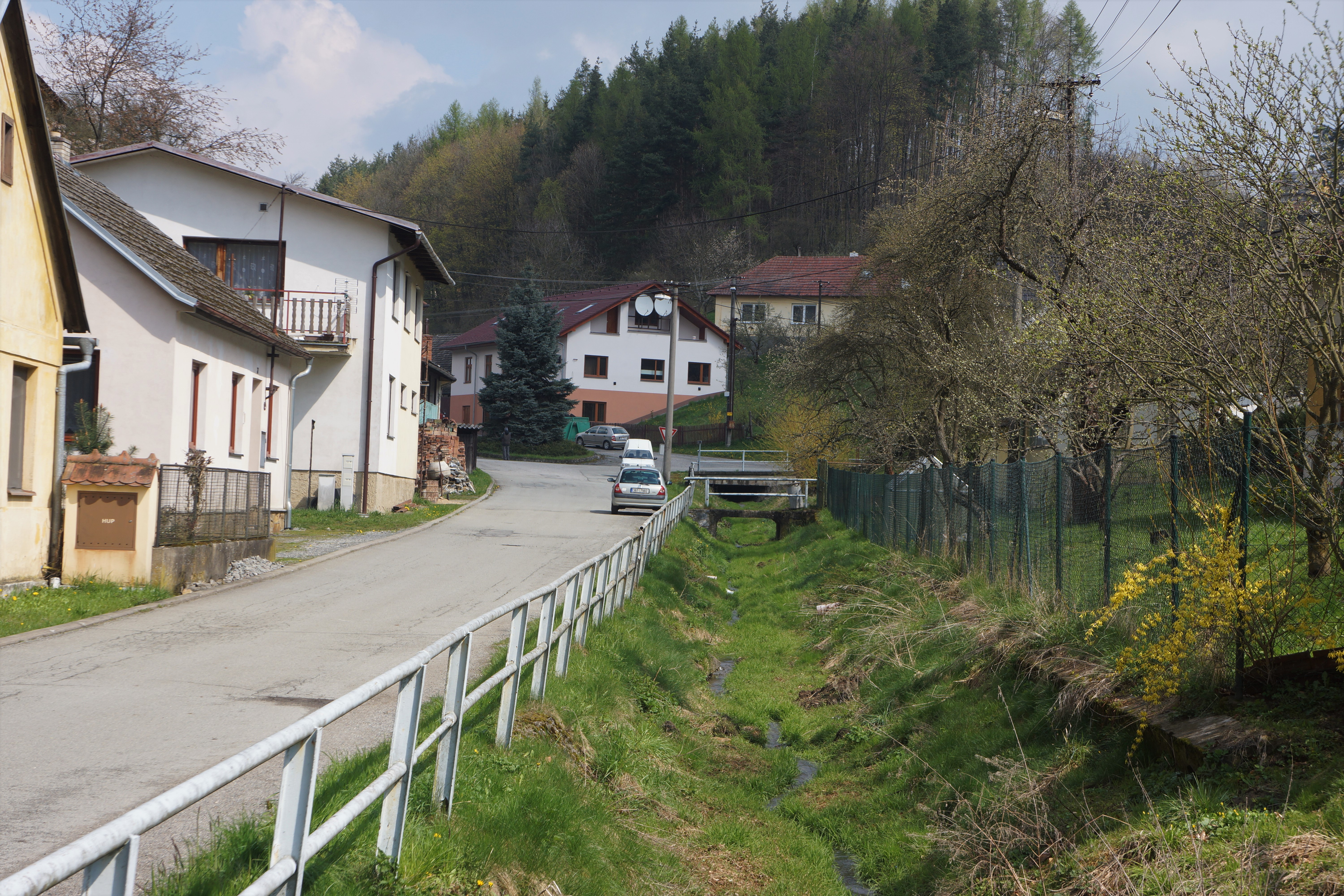
Jižní část obce s potokem Petrůvka
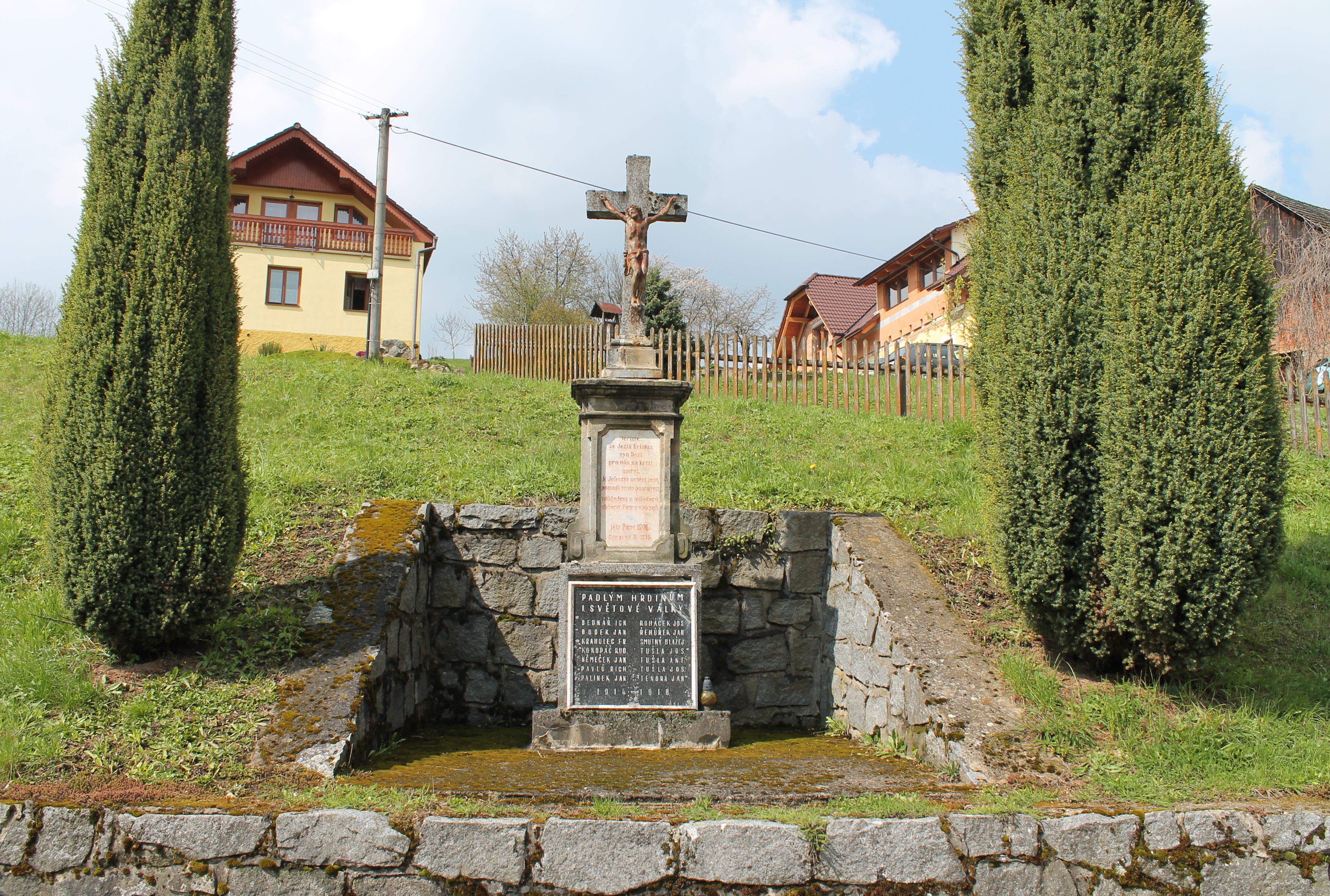
Kříž s pomníkem padlých
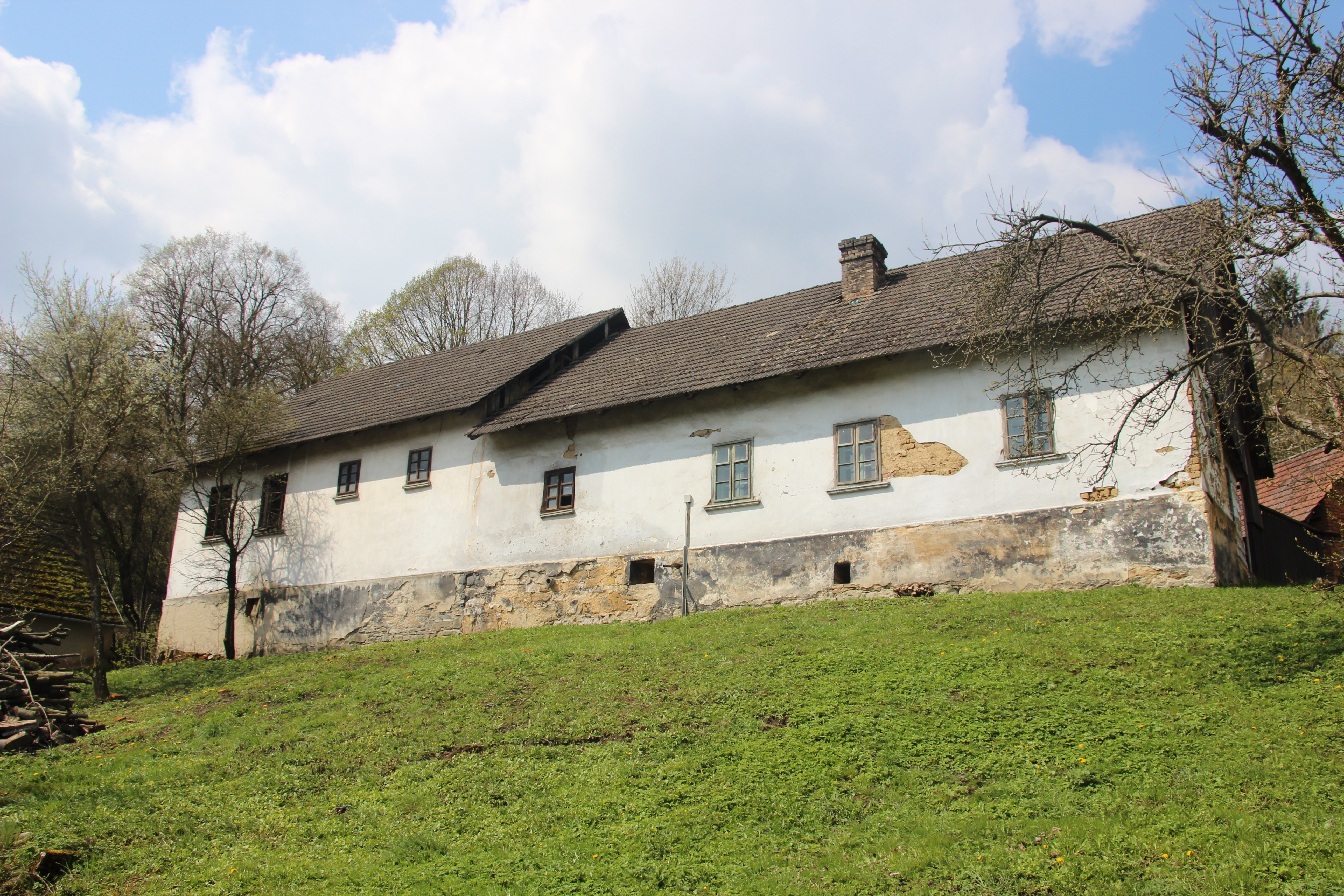
Dům nad návsí